# ST Kinetics NGCR
Next-Gen Concept Rifle – prototypowy singapurski karabin szturmowy zaprezentowany podczas targów Singapore Air Show 2012. Zaprojektowany w zakładach ST Kinetics.
Podczas pierwszej prezentacji Next-Gen Concept Rifle (NGCR) pokazano trzy modele tej broni: karabin w układzie klasycznym, karabin-granatnik w układzie klasycznym i karabin w układzie bullpup. Nie podano czy modele w układzie klasycznym i bullpup maja identyczną komorę zamkową (jak polski MSBS) czy też są to dwa różne wzory broni wykorzystujące te same mechanizmy wewnętrzne. Poza zaprezentowanymi wersjami w ofercie pojawić się ma także karabinki z krótszą lufą (także w wersji karabinka-granatnika), oraz karabiny wyborowe wyposażone w cięższą lufę. Karabiny-granatniki i karabinki-granatniki mają być wyposażane w granatnik podwieszany ST Kinetics 40GL.